# Себорейный дерматит
Себорейный дерматит — хроническое воспалительное заболевание, поражающее те участки кожи головы и туловища, на которых развиты сальные железы.

## Клинические проявления
СД в типичных случаях поражает те участки кожного покрова, которые характеризуются значительным развитием сальных желез и их повышенной активностью. В качестве характерных клинических симптомов заболевания рассматриваются шелушение и воспаление кожи, сопровождающиеся зудом. Классическим вариантом является симметричное вовлечение в патологический процесс кожи волосистой части головы, границы роста волос, бровей, ресниц, области усов и бороды, носогубные складки, кожа наружных слуховых проходов и заушные области. СД туловища, как правило, локализуется в области грудины, в складках тела, включая подмышечные, паховые, область пупка, кожи под молочными железами и аногенитальной области. В тяжелых случаях СД может иметь характер распространенного эксфолиативного процесса вплоть до эритродермии.
Одной из характерных особенностей СД на коже волосистой части головы является наличие мелких муковидных белых чешуек, хотя в ряде случаев шелушение может принимать и крупнопластинчатый характер. Этот вариант течения СД характеризуется отсутствием островоспалительных изменений на коже и рассматривается как сухая себорея. 
Многие больные при наличии перхоти предъявляют жалобы на кожный зуд. По мнению ряда пациентов, эти чешуйки появляются из-за сухости кожи, поэтому они предпочитают реже мыть голову, что на самом деле способствует дальнейшему накоплению чешуек и увеличению перхоти и в дальнейшем заканчивается появлением воспалительных изменений кожи. В ряде случаев воспалительная эритема не всегда визуально определяется на скальпе из-за массивного наслоения.
Более тяжелые проявления СД на волосистой части головы характеризуются эритематозными пятнами и бляшками, покрытыми муковидными или сальными чешуйками, а в отдельных случаях желтоватыми чешуйко-корками и геморрагическими корками, появляющимися вследствие расчесов. У ряда пациентов область поражения может захватывать линию роста волос и кожу лба.
Проявления СД на лице, заушных областях, коже слуховых проходов, как правило, определяются в виде эритематозно-шелушащихся очагов, сопровождающихся зудом. При локализации СД на лице пациенты могут жаловаться на ощущение жжения в участках кожи, пораженных себореей. В ряде случаев на коже щек, лба, носощечных складок могут появляться папулы как результат инфильтрации воспалительных пятен. Себорея часто становится клинически выраженной, когда мужчины, страдающие этим заболеванием, отращивают усы и бороду, и регрессирует, когда удаляются волосы на лице. Если же лечение не проводится, шелушение может стать значительным, при этом чешуйки становятся толстыми, желтыми и сальными и в отдельных случаях присоединяется вторичная бактериальная инфекция.

## Причины

### Дрожжеподобные грибы
В настоящее время известно, что эти дрожжеподобные липофильные грибы являются постоянным компонентом нормальной микрофлоры кожи более чем у 78 % населения. Грибы концентрируются вокруг сальных желез и используют их секрет как источник жирных кислот, необходимых грибам для роста и развития. При использовании в качестве питательной среды триглицеридов кожного сала, Malassezia globosa выделяет ненасыщенные жирные кислоты, компоненты которых вызывают раздражение, воспаление и шелушение кожи, а также ослабляет барьерную функцию кожи. После чего олеиновая кислота, которая входит в состав кожного сала, начинает сильно раздражать кожу.
Некоторые авторы считают, что ведущее патогенное действие оказывает Malassezia / Pityrosporum (дрожжеподобные грибы, имеющиеся у человека и в норме, и при патологии) — Malassezia restricta, Malassezia furfur и особенно Malassezia globosa  (при возникновении сопутствующих заболеваний повышается выделение кожного жира и количество Malassezia резко возрастает). Другие авторы не упоминают Malassezia в списке причин.
По неизвестной причине организм не способен контролировать рост грибов.

### Гормоны
Себорея может развиваться в любом возрасте, однако чаще всего себорея возникает в период полового созревания из-за увеличения секреции сальных желез на фоне гормональной перестройки организма. Себорею, которая появляется в период полового созревания организма, называют физиологической. Физиологическая себорея обычно заканчивается по окончании периода полового созревания.
Причиной себореи чаще всего становятся гормональные нарушения — изменяется соотношение андрогенов и эстрогенов. В результате повышенной продукции андрогенов увеличивается образование кожного сала. У женщин проявления себореи связаны с нарушением соотношения андрогенов и прогестерона — наблюдается повышение уровня андрогенов и снижение прогестерона и эстрогенов.
Основная причина появления себореи у мужчин — увеличение уровня андрогенов и ускорение их метаболизма. Это может быть обусловлено как наследственными факторами, так и наличием андроген-продуцирующих опухолей (опухоль яичек).

### Прочие болезни и причины
Себорея может появиться и как следствие таких заболеваний, как летаргический энцефалит, болезнь Паркинсона и Иценко-Кушинга.
Толчком к развитию себореи могут выступать и психические заболевания — шизофрения, маниакально-депрессивный психоз, инфекционный психоз, эпилепсия.
Ещё одна причина себореи — длительный приём тестостерона, прогестерона, анаболиков, глюкокортикостероидов, а также гиповитаминоз биотина (витамин H).
МКБ-10 не поддерживает предлагаемое некоторыми авторами разделение на себорейный дерматит и себорею. Сторонники такого разделения утверждают, что себорейный дерматит отличается от себореи тем, что изначальной причиной является не нарушение работы сальных желез кожи, а воспалительное заболевание самой кожи.

## Факторы
В настоящее время выявлено большое число факторов, способствующих гиперактивации грибковой микрофлоры и, как следствие этого, возникновению СД. По своей природе эти факторы, в основном, являются нейрогенными, гормональными, иммунными. Также возможными факторами являются изменение состава кожного сала и барьерной функции кожи. Не исключается фактор изменения состава микрофлоры кишечника.

### Внутренние факторы
Обострения СД нередко связаны с нервными стрессами. Отмечено также, что пациенты с заболеваниями центральной нервной системы, болезнью Паркинсона, параличами черепных нервов, параличами туловища обладают определенной предрасположенностью к развитию СД, который в данной ситуации имеет склонность к развитию распространенных поражений кожного покрова. У этих пациентов заболевание часто имеет торпидное течение и с трудом поддается лечению. Высказано предположение, что СД у данного контингента больных — результат чрезмерного скопления кожного сала на коже вследствие значительного ограничения двигательной активности пациентов. Влияние гормональных факторов на развитие СД доказывают многие факты. Примером подобного влияния могут быть те ситуации, когда СД наблюдается в неонатальном периоде жизни и обычно исчезает в возрасте 5-12 месяцев. По-видимому, в данном случае СД может рассматриваться как реакция на стимуляцию материнскими гормонами. Кроме того, СД часто поражает лиц в постпубертатном возрасте. При этом дополнительные данные о гормональном влиянии подтверждают научные исследования, показывающие, что себоцит человека реагирует на андрогенную стимуляцию. И действительно, у мужчин СД наблюдается чаще, чем у женщин, что согласуется с предположением о контролировании андрогенами деятельности сальных желез.
Доказательством влияния иммунных факторов на развитие СД служат данные о распространенности СД у пациентов с иммунодефицитами: если СД встречается в 8 % случаев, то у ВИЧ-инфицированных он наблюдается в 36 %, а у больных СПИДом — в 80 %. Точный механизм, под действием которого вирус иммунодефицита способствует атипичному и взрывному началу СД и других распространенных воспалительных заболеваний кожи, неизвестен. Для его уточнения исследовано много факторов, включая определение СД4+ Т-лимфоцитов, плотность дрожжей Malassezia

### Внешние факторы
В качестве возможных причин, играющих определенную роль в возникновении СД, рассматриваются генетические, метаболические факторы и влияние внешней среды. В числе этих факторов учитываются наличие СД в семейном анамнезе, зимнее время года, избыточная потливость, повышенная выработка кожного сала, стресс, использование щелочных моющих средств, употребление алкоголя.

## Разновидности
Различают сухую себорею, при которой отсутствуют изменения на коже, воспаления, повышение секреции и состава кожного сала, и жирную себорею. По областям распространения: себорея волосистой части головы (СВЧГ) и себорея волосистой части головы и лица (СВЧГиЛ).

## Исследования
Смывы с пораженных участков головы показали, что при сухой себорее имеется высокая частота роста и обсеменность St capitis. При жирной себорее имеется высокая обсеменность St epidermidis, Micrococcus spp., Acinetobacter spp. В совокупности это указывает на участие в жирной себорее помимо грибов и бактериальной микрофлоры. При анализе микрофлоры кишечника были выявлены изменения в составе микрофлоры, особенно при жирной себорее и при СВЧГиЛ. При СВЧГиЛ выявлен Staphylococcus aureus и чаще выявлялся Bacillus spp.
В одном из исследований показана эффективность шампуня с сертаконазолом.

## Лечение себореи
Всегда следует обрабатывать кожу головы, так как там также обитают грибки рода Malassezia.
Для лечения себореи и волосистой части головы используются специальные шампуни или кремы, косметические препараты с лечебным воздействием.
Препараты и/или активные вещества:
- дисульфид селена[9]
- сукцинат лития[10]
- кетоконазол[11] — обладает противогрибковым действием.
- октопирокс (действующее вещество пироктон оламин) — обладает противогрибковым, антибактериальным и противовоспалительным действием.
- битуминосульфонат натрия — обладает противосеборейным, противогрибковым, противовоспалительным и антибактериальным действием.[12]

В более лёгких случаях могут помочь шампуни против перхоти, например, с пиритионом цинка (активированным).
Рекомендуются шампуни, содержащие в качестве активного ингредиента салициловую кислоту. Это смягчает ороговевшие слои и облегчает пилинг (удаление омертвевших слоёв кожи).